# Aeroportul Regional Eastern Sierra
Aeroportul Regional Eastern Sierra (IATA: BIH, ICAO: KBIH, FAA LID: BIH) este un aeroport din Inyo County⁠(d), California, Statele Unite ale Americii ce deservește zona Bishop⁠(d). Aeroportul a fost tranzitat în 2019 de 40 de pasageri.
Situat la o altitudine de 1.257 m, aeroportul dispune de 3 piste. Este operat de Inyo County⁠(d).

## Infrastructură

### Piste
Aeroportul dispune de 3 piste: 
- pista 08/26 din asfalt, cu dimensiunile 5.567 picioare × 100 picioare
- pista 12/30 din asfalt, cu dimensiunile 7.498 picioare × 100 picioare
- pista 17/35 din asfalt, cu dimensiunile 5.600 picioare × 100 picioare